# Шпигелски Брег
Шпигелски Брег  је насељено место у Републици Хрватској у Загребачкој жупанији. Административно је у саставу града Јастребарског. Простире се на површини од 2,61 км2.
Налази се 33 км југозападно од Загреба, 8 км северозападно од планине Плешивице.

## Становништво
Према задњем попису становништва из 2001. године у насељу Шпигелски Брег није било становника. Такво стање је још пописа из 1971.
Кретање броја становника по пописима 1857—2001.
| година пописа  | 1857. | 1869. | 1880. | 1890. | 1900. | 1910. | 1921. | 1931. | 1948. | 1953. | 1961. | 1971. | 1981. | 1991. | 2001. |
| бр. становника | 71    | 64    | 67    | 66    | 56    | 51    | 45    | 41    | 35    | 33    | 18    | 0     | 0     | 0     | 0     |

Напомена:До 1900. исказивано под именом Голи Врх. Од 1971. без становника.